# Colin MacInnes
Colin MacInnes (Londra, 20 agosto 1914 – Kent, 22 aprile 1976) è stato uno scrittore e giornalista britannico.

## Biografia
MacInnes nacque a Londra, figlio del cantante James Campbell McInnes e della scrittrice Angela Mackail, nipote dell'artista preraffaellita Edward Burne-Jones e imparentata anche con Rudyard Kipling e Stanley Baldwin. I genitori di MacInnes divorziarono e la madre si risposò. La famiglia si trasferì in Australia nel 1920 e MacInnes vi ritornò nel 1931. Per gran parte della sua infanzia fu conosciuto come Colin Thirkell, il cognome del secondo marito della madre; in seguito utilizzò il nome del padre McInnes, cambiandolo poi in MacInnes.
Lavora a Bruxelles dal 1930 al 1935, poi studia pittura a Londra presso il Politecnico e la Scuola di disegno e pittura di Euston Road. Verso la fine della sua vita, soggiornò a casa di Martin Green, il suo editore, e della moglie di Green, Fiona, a Fitzrovia, dove MacInnes trascorse del tempo, considerando la loro piccola famiglia come una sua famiglia adottiva fino alla sua morte.

## Carriera
MacInnes ha prestato servizio nei servizi segreti britannici durante la Seconda guerra mondiale e ha lavorato nella Germania occupata dopo l'armistizio europeo. Queste esperienze hanno portato alla stesura del suo primo romanzo, To the Victors the Spoils. Subito dopo il suo ritorno in Inghilterra, lavorò per la BBC Radio fino a quando non riuscì a guadagnarsi da vivere con la scrittura.
È stato autore di una serie di libri che ritraggono la gioventù londinese e la cultura degli immigrati neri negli anni Cinquanta, in particolare City of Spades (1957), Absolute Beginners (1959) e Mr Love & Justice (1960), conosciuti collettivamente come la "trilogia londinese". Molti dei suoi libri sono ambientati nella zona di Notting Hill di Londra, allora un'area povera e razzialmente mista, che ospitava molti nuovi immigrati e che subì una rivolta razziale nel 1958. Apertamente bisessuale, scrisse su argomenti quali lo squallore urbano, le questioni razziali, la bisessualità, la droga, l'anarchia e la "decadenza".
Mr Love & Justice riguarda due personaggi, Frank Love e Edward Justice, nella Londra della fine degli anni Cinquanta. Mr Love è un ponce (pappone) alle prime armi; Mr Justice è un ufficiale di polizia appena trasferito alla divisione in borghese della Buoncostume. Gradualmente le loro vite si intrecciano.

## Adattamenti
Absolute Beginners è stato girato nel 1986 dal regista Julien Temple. Nel 2007 un adattamento teatrale di Roy Williams è stato rappresentato al Lyric Theatre, Hammersmith, Londra.
David Bowie è apparso nel film Absolute Beginners e ha inciso la canzone che dà il titolo al film, che è stata un successo in Inghilterra.
City of Spades è stato adattato da Biyi Bandele come radiodramma, con la regia di Toby Swift, trasmesso su BBC Radio 4 il 28 aprile 2001.
MacInnes compare come personaggio in Tainted Love (2005), romanzo di Stewart Home sulla controcultura degli anni '60 e '70.
Gli album di Billy Bragg England, Half English (2002) e Mr. Love & Justice (2008) prendono i titoli dai libri di MacInnes.
I Jam hanno pubblicato un singolo intitolato "Absolute Beginners" nel 1981.